# Liste der Kulturdenkmale in Groß Kummerfeld
In der Liste der Kulturdenkmale in Groß Kummerfeld sind alle Kulturdenkmale der schleswig-holsteinischen Gemeinde Groß Kummerfeld (Kreis Segeberg) und ihrer Ortsteile aufgelistet (Stand: 10. März 2025).

## Legende
In den Spalten befinden sich folgende Informationen:
- Objekt-ID: die Nummer des Kulturdenkmales
- Lage: die Adresse des Kulturdenkmales und die geographischen Koordinaten. Kartenansicht, um Koordinaten zu setzen. In der Kartenansicht sind Kulturdenkmale ohne Koordinaten mit einem roten Marker dargestellt und können in der Karte gesetzt werden. Kulturdenkmale ohne Bild sind mit einem blauen Marker gekennzeichnet, Kulturdenkmale mit Bild mit einem grünen Marker.
- Offizielle Bezeichnung: Bezeichnung des Kulturdenkmales
- Beschreibung: die Beschreibung des Kulturdenkmales
- Bild: ein Bild des Kulturdenkmales

## Bauliche Anlagen
| Objekt-ID      | Lage                                     | Offizielle Bezeichnung | Beschreibung | Bild                                    |
| -------------- | ---------------------------------------- | ---------------------- | --- | --------------------------------------- |
| 3051 Wikidata  | Papiermühle (54° 2′ 48″ N, 10° 2′ 42″ O) | Ehemalige Papiermühle  | Alteintragung (Aktualisierung vorgesehen) - Begründung: Alteintragung (Aktualisierung vorgesehen) - Schutzumfang: Alteintragung (Aktualisierung vorgesehen) - Denkmaltyp: Bauliche Anlage | Fotos hochladen                         |
| 22016 Wikidata | Papiermühle (54° 2′ 48″ N, 10° 2′ 41″ O) | Mühlenspeicher         | Alteintragung (Aktualisierung vorgesehen) - Begründung: Alteintragung (Aktualisierung vorgesehen) - Schutzumfang: Alteintragung (Aktualisierung vorgesehen) - Denkmaltyp: Bauliche Anlage | BW                                      |
| 22017 Wikidata | Papiermühle (54° 2′ 49″ N, 10° 2′ 41″ O) | Backhaus               | Alteintragung (Aktualisierung vorgesehen) - Begründung: Alteintragung (Aktualisierung vorgesehen) - Schutzumfang: Alteintragung (Aktualisierung vorgesehen) - Denkmaltyp: Bauliche Anlage | BW                                      |
| 22018 Wikidata | Papiermühle ()                           | Stauwehr               | Alteintragung (Aktualisierung vorgesehen) - Begründung: Alteintragung (Aktualisierung vorgesehen) - Schutzumfang: Alteintragung (Aktualisierung vorgesehen) - Denkmaltyp: Bauliche Anlage | Direkt Bild zu diesem Denkmal hochladen |
| 22019 Wikidata | Papiermühle (54° 2′ 47″ N, 10° 2′ 41″ O) | Störbrücke             | Alteintragung (Aktualisierung vorgesehen) - Begründung: Alteintragung (Aktualisierung vorgesehen) - Schutzumfang: Alteintragung (Aktualisierung vorgesehen) - Denkmaltyp: Bauliche Anlage | BW                                      |

## Quelle
- Liste der Kulturdenkmale in Schleswig-Holstein – Kreis Segeberg

- Karte mit allen Koordinaten:
- OSM |
- WikiMap